# Wave Peak
Der Wave Peak ist ein markanter und 960 m hoher Berg im Zentrum von Coronation Island im Archipel der Südlichen Orkneyinseln. Er ragt am Kopfende des Laws-Gletschers auf. Besonderes Kennzeichen dieses Bergs ist ein sich nach Südwesten erstreckender Grat. Nach Norden und Osten fallen die Hänge des Bergs sanft zu den Brisbane Heights ab.
Der Falkland Islands Dependencies Survey nahm zwischen 1948 und 1949 Vermessungen und die Benennung vor. Namensgebend ist die Ähnlichkeit des Bergs mit einer sich brechenden Welle (englisch Wave).